# Бущик, Микола
Микола Бущик (бел. Мікола Бушчык; род. 22 мая 1948, Деревная, Барановичская область) — белорусский художник-экспрессионист. Участник более чем 200 международных, республиканских и региональных выставок на территории Белоруссии, России, Франции, Италии, Нидерландов, Польши, Литвы, Латвии, Германии и других стран. Автор более чем 500 акварельных картин и около 1000 картин маслом.
Произведения художника находятся в собраниях Национального художественного музея (Минск, Белоруссия), коллекции Белорусского Союза художников (Минск, Белоруссия), Музея современного изобразительного искусства (Минск, Белоруссия), коллекции Союза художников России (Москва, Россия), коллекции Министерства культуры России (Москва, Россия), Zimmerli Art Museum (Нью-Брансуик, США), коллекции мэрии Даммари-Ле-Лис (Париж, Франция), Картинной галерее Потсдама (Потсдам, Германия), Национальном художественном музее Латвии (Рига, Латвия) и многих других, а также в частных собраниях Белоруссии, России, Канады, Франции, Германии, Италии, Югославии, Польши, Испании, Финляндии, США, Люксембурга, Нидерландов.

## Биография

### Детство и юность
Микола Бущик (Николай Бущик) родился в Белоруссии, в Слонимском районе Гродненской области. В родной деревне Деревная маленький Микола прожил всего год: семья переехала на юг, в Краснодар, на родину матери художника Веры Григорьевны, которая в Белоруссии серьёзно заболела, а через 6 лет ушла из жизни. О безвременной смерти мамы Микола узнал в крымском санатории, где его самого долго лечили после тяжелой травмы.

### Учёба
Жизненные неурядицы то и дело носили семью Бущиков по свету: отец художника и его новая семья некоторое время жили в Воронежской области, затем в Белоруссии, затем снова в России. В результате 8-й класс школы будущий художник с отличием закончил в селе Веретье Острогожского района Воронежской области. Едва получив документы об окончании базового образования, Микола отправился поступать в Краснодарское художественное училище, на педагогическое живописное отделение, которое и закончил через 5 лет, и вновь как отличник. Творческая деятельность на избранном пути настолько захватила молодого человека, что он твердо решает продолжать учёбу. Были мысли о Ленинграде, но судьба забросила в Минск — и недаром. Микола легко поступает на живописное отделение театрально-художественного института (БГТХИ) (ныне — Белорусская государственная академия искусств (БГАИ) . А ещё через 6 лет профессиональный художник с 20-летним стажем учёбы стал на пороге самостоятельной творческой жизни.

### Семья
Ещё в годы учёбы у Миколы Бущика появляется собственная семья, в которой вскоре рождаются сыновья Андрей (1974 г.р.) и Сергей (1977 г.р.). Старший сын, Андрей Бущик, сегодня всемирно известен как выдающийся танцор. Он живёт в Санкт-Петербурге и руководит основанным им танцевальным клубом. Андрей и его супруга Валерия Бушуева, с которой артист и спортсмен уже много лет выступает в паре, — чемпионы России по сэквэю и латиноамериканским бальным танцам, двукратные вице-чемпионы мира и двукратные чемпионы Европы по сэквэю. Младший сын Николая Владимировича, Сергей Бущик, живёт в Торонто (Канада). В годы учёбы в колледже искусств он успешно выступал как танцор, был чемпионом Белоруссии по бальным танцам. Однако время кардинально поменяло его ориентиры в творчестве: Сергей решил пойти по стопам отца и также стал художником. В Канаде он принимает активное участие в региональных и международных выставках и акциях, является членом Ассоциации художников Онтарио.

## Творческий путь

### Становление художника
Ранние работы Миколы Бущика отличаются от современных не только мерой профессионализма. В начале творческого пути она напряженно искал свою дорогу, вглядываясь во внутренний мир героев своих картин, вдумываясь в морально-этические, психологические аспекты жизни. Ранние произведения более сдержанны: художник явно изучает человека и мир. Но и тогда в его полотнах уже четко прослеживалось стремление к метафоричности, загадочности образов. Бущик никогда не боялся красок, не экономил их даже в самые тяжелые для художников времена, не оглядывался ни на кого и ни на что. В результате с самого начала снискал себе славу смельчака и новатора в белорусском искусстве конца XX столетия.
Его творческий рост был настолько плавным и настойчивым, что минские знатоки и ценители живописи, пожалуй, с самого начала следя за творческой жизнью художника, знали, что эта фигура вырастет в настоящего мастера. А потому, пожалуй, и произведения разных периодов его творчества имеют едва ли не равную ценность.
Ранние произведения М. Бущика — это и реалистичные портреты, и символические архетипы, и архитектурный пейзаж, и прекрасные картины белорусской природы. Но все они ещё тогда удивляли четким построением композиции, соответствием расположения «тепла» и «холода», ясным пониманием художником напряжения красок и того, как должно ими насыщаться пространство. А медики даже приписывали этим картинам целительные свойства.

### Творческий расцвет
1990—2000-е годы в творчестве Миколы Бущика — время свободы красок на его полотнах, время «цветовых фантазий», отхождения от конкретики и приближения к совершенству образного языка. В его произведениях буквально властвует стихия цвета, ритма, стихия пластики. Он придумывает собственные, неожиданные цветовые гаммы, одухотворяя живое и оживляя мертвое. Недаром его картины сравнивают с джазовыми импровизациями: он действительно страстно любит музыку и часто работает в пространстве её изысканных звуков.
И все же именно цвет есть то главное, что более всего занимает художника в мире сотен и тысяч нюансов природы и окружающего мира. Именно цветом он рассказывает о своих идеалах — доброте, духовной красоте. Именно через цвет М. Бущик стремится донести до зрителя свою философию, свой взгляд на мир. И помочь каждому, кто соприкоснулся с его творчеством, достигнуть гармонии.
В 2008 году художнику Миколе Бущику исполнилось 60 лет. Однако он по-прежнему много путешествует, не упускает возможности участия в международных пленэрах. По его мнению, именно пленэры помогают все так же ощущать себя «в строю», позволяют созерцать, учиться у других, анализировать и созидать нечто непохожее на все сущее, нечто совершенно новое, своё. Материалы для будущих произведений он собирает буквально всюду. И они рождаются, упорно рождаются — то поодиночке, то целыми циклами — жаждущие рассказать миру, как, в сущности, он прекрасен…